# Jack et Sarah
Pour plus de détails, voir Fiche technique et Distribution.
Jack et Sarah (Jack and Sarah) est un film franco-britannique réalisé par Tim Sullivan, sorti en 1995.

## Synopsis
Jack est très pris par son métier d'avocat, une nouvelle maison et un bébé à venir. Après le décès de sa fiancée lors de l'accouchement, Jack, horrifié, refuse ses nouvelles responsabilités. Puis, il se ressaisit et s'occupe seul de sa fille Sarah. Il engage alors Amy, une jeune serveuse américaine, pour l'aider à élever sa fille lorsqu'il est au travail.

## Fiche technique
- Titre original : Jack and Sarah
- Titre français : Jack et Sarah
- Réalisation : Tim Sullivan
- Scénario : Tim Sullivam
- Photographie : Jean-Yves Escoffier
- Musique : Simon Boswell
- Pays d'origine :  Royaume-Uni -  France
- Genre : comédie romantique
- Date de sortie : 1995

## Distribution
- Richard E. Grant : Jack
- Samantha Mathis : Amy
- Ian McKellen : William
- Judi Dench (VF : Arlette Thomas) : Margaret
- Eileen Atkins : Phil
- Cherie Lunghi : Anna
- Imogen Stubbs (VF : Odile Cohen) : Sarah
- Laurent Grévill (VF : Lui-même) : Alain
- David Swift : Michael
- Kate Hardie : Pamela
- Richard Leaf : Stoned Man